# Gynaeseius hebridensis
Gynaeseius hebridensis är en spindeldjursart som först beskrevs av D. McMurtry och Moraes 1984.  Gynaeseius hebridensis ingår i släktet Gynaeseius och familjen Phytoseiidae. Inga underarter finns listade i Catalogue of Life.